# اچ‌ام‌سی‌اس کوسنل (کی۱۳۳)
اچ‌ام‌سی‌اس کوسنل (کی۱۳۳) (به انگلیسی: HMCS Quesnel (K133)) یک کشتی بود که طول آن ۲۰۵ فوت (۶۲٫۴۸ متر) بود.